# Christian Ewert
Christian Ewert (Stuttgart, Alemania, 11 de abril de 1935 - Madrid, España, 24 de agosto de 2006) fue un arqueólogo e historiador del arte arabista alemán. Fue profesor extraordinario en el Seminar für orientalische Kunstgeschichte (Seminario de Historia del Arte Oriental) de la Universidad de Bonn, y trabajó durante muchos años como arquitecto restaurador para el patrimonio arqueológico en el Instituto Arqueológico Alemán de Madrid. Fue uno de los más grandes investigadores de la arquitectura andalusí.
En 1965 llegó a España, animado por Helmut Schlunk, director del Instituto Arqueológico Alemán de Madrid, donde su estancia prevista de solo un año se convirtió en un arraigo de más de cuarenta. Fue Schlunk quien le presentó al arquitecto y arabista Félix Hernández Giménez, arquitecto conservador de Córdoba y de Medina Azahara, a quien en adelante Ewert consideró como verdadero maestro. 
Consagró numerosos estudios a los principales monumentos del arte hispanomusulmán. Sus investigaciones abarcan la Mezquita de Córdoba, el palacio de Medina Azahara, la Aljafería de Zaragoza o la mezquita de Bab al-Mardún de Toledo. Asimismo, dedicó señalados estudios a la arquitectura magrebí, fundamentalmente de Marraquesh, Kairuán, o la mezquita de Tinmal.
Fue Miembro Ordinario del Instituto Arqueológico Alemán de Berlín y de la Sociedad Ernst Herzfeld para Investigación de la Historia del Arte y la Cultura del Islam. En 1998, el actual rey de Marruecos Mohamed VI, entonces príncipe, le 
entregó personalmente el nombramiento y la distinción de Chevalier Officiel del reino alauita, por sus innovadores estudios sobre la arquitectura magrebí.
Falleció a los 71 años, en plena actividad investigadora y de forma completamente inesperada, en la Clínica Puerta de Hierro de Madrid, a causa de la rotura de un aneurisma de aorta.
Tras su muerte, sus compañeros del IAA de Madrid y otros colegas le tributaron un homenaje: "Von Damaskus nach Córdoba. Die orientalischen Wurzeln der westislamischen Architektur. Kolloquium zu Ehren von Christian Ewert am 4. Juni 2007 in Madrid".

## Selección de monografías y artículos de Christian Ewert
- "El mihrab de la mezquita mayor de Almería", Al-Andalus XXXVI, fasc. 2 (1971), págs. 391-460.
- Islamische Funde in Balaguer und die Aljafería in Zaragoza, W. de Gruyter, Berlín 1971 (Madrider Forschungen, Bd. 7) ISBN 3-11-003613-4. Traducción al español en Ewert, Christian, Dorothea Duda y Gisela Kircher, Hallazgos islámicos en Balaguer y la Aljafería de Zaragoza, Madrid, Ministerio de Educación y Ciencia-Dirección General del Patrimonio Artístico y Cultural-Comisaría Nacional del Patrimonio Artístico y Cultural (Excavaciones Arqueológicas en España, 97), Madrid, 1979. ISBN 978-84-369-0676-9.
- Spanisch-Islamische Systeme sich kreuzender Bögen. III. Die Aljafería in Zaragoza, 1. Teil-Text, 1. Teil-Beilagen, Berlín 1978; y 2. Teil-Text, Berlín, De Gruyter, 1980. ISBN 978-3-11-006968-6. OCLC 186491560 Cfr. también OCLC 2573062
- Die Aljafería in Zaragoza. Madrider Forschungen, Bd. 2, 12, Berlin, de Gruyter, 1980. OCLC 254425884
- Forschungen zur almohadischen Moschee Lieferung 4: Die Kapitelle der Kutubīya-Moschee in Marrakesch und der Moschee von Tinmal, Mainz am Rhein, Verlang Philipp von Zabern, 1991. ISBN 3-8053-1074-9.
- «Precursores de Madinat al-Zahra. Los palacios omeyas y abbasíes de Oriente y su ceremonial áulico», Cuadernos de Madinat al-Zahra: Revista de difusión científica del Conjunto Arqueológico Madinat al-Zahra, n.º. 3, 1991. ISSN 1139-9996.
- «La presencia del Islam. El Califato de Córdoba y su estela», en Barral i Altet, X. (dir.), Historia del arte en España, Barcelona, 1996, págs. 202-224. ISBN 978-84-7782-393-3
- Hispania Antiqua. Denkmäler des Islam. Von den Anfängen bis zum 12. Jahrhundert, Mainz, Ph. von Zabern, 1997. ISBN 3-8053-1855-3.
- Die Malereien in der Moschee der Aljafería in Zaragoza (mit Gudrun Ewert), Mainz, von Zabern, 1998. ISBN 3-8053-2523-1.
- "El arte omeya andalusí en su última fase: El Cortijo del Alcaide", Codex Aquilarensis: Cuadernos de investigación del Monasterio de Santa María la Real, n.º 14, 1999. Monasterio de Santa María la Real, Aguilar de Campoo (Palencia, España), Fundación Santa María la Real. ISSN 0214-896X
- "Die Dekorelemente der Lüsterfliesen am Mihrab der Hauptmoschee von Qairawan (Tunesien). Eine Studie zu ostislamischen Einflüssen im westislamischen Bauschmuck" (mit 53 Textabbildungen, Farbtafel und Tafel 40), Madrider Mitteilungen, 42, 2001, 243-431. ISSN 0418-9744.
- "Bucherbesprechungen. Die Malereien in der Moschee der Aljaferia in Zaragoza", Zeitschrift der Deutschen Morgenl̐ändischen Gesellschaft, 154, 2 (2004): 525. ISSN 0341-0137, en colaboración con Gudrun Ewert y Paul Sander.
- Das Aleppo-Zimmer. Strukturen und Dekorelemente der Malereien im Aleppozimmer des Museums für Islamische Kunst in Berlin, Forschungen zur Islamischen Kunstgeschichte. Neue Folge, Nr. 1, 2006.  ISBN 3-88609-564-9.
- "La mezquita de la Aljafería y sus pinturas", La Aljafería y el Arte del Islam Occidental en el siglo XI (actas del Seminario Internacional celebrado en Zaragoza, 1-3 de diciembre de 2004), Zaragoza, IFC-DFC, 2012, 97-131 (versión en español, póstuma, del trabajo en alemán de 2004, supra).